# Azis
Azis (bulgară: Азис) (n. 7 martie 1978, Sliven ca Vasil Traianov Boianov; bulgară: Васил Трaянов Боянов) este un cântăreț bulgar de cealga.

## Viața personală
El provine dintr-o familie bogată de romi. Azis și-a petrecut copilăria în Kostinbrod și Sofia. În 1989, după căderea comunismului în Bulgaria, pe când avea doar 11 ani, s-a mutat cu familia în Germania. Aici s-au născut Matilda, sora lui și fratele Ryan.
Pe 1 octombrie 2006 s-a căsătorit cu partenerul său, Nikolai Petrov Parvanov, mult mai cunoscut sub numele de scenă, Niki Kitaetsa. Deoarece căsătoriile între persoane de același sex în Bulgaria nu sunt recunoscute de stat, acest lucru a fost doar neoficial. Pe 5 august 2007 s-a născut Raya, fiica lui Azis. Mamă-surogat a fost Gala, o veche prietenă a cântărețului. În 2008, Azis și Niki s-au despărțit pe cale amiabilă.
Este cunoscut pentru aspectul său atipic și pentru personalitatea flamboiantă. 

## Carieră
Primul său mare hit este "Obicham Te" (Te iubesc). Azis a colaborat cu numeroși cântăreți bulgari de cealga, printre care Gloria, Malina, Sofi Marinova, Toni Storaro, dar și cu cântăreața sârbă Indira Radić și rapperi bulgari precum Ustata sau Vanko 1. La ediția din 2006 a Concursului Muzical Eurovision, Azis a interpretat piesa "Let Me Cry" alături de Mariana Popova, ajungând până în semifinale. De asemenea, Azis a participat la alegerile parlamentare din 2005, însă fără succes, din partea partidului ultraliberal al romilor din Bulgaria, Euroroma.

## Discografie
- Болка (1999)
- Мъжете също плачат (2000)
- Lacrimi/Сълзи (2001)
- AZIS/АЗИС (2002)
- Na Golo/На Голо (2003)
- Rege/Кралят (2004)
- Азис и ДесиСлава (2004)
- Azis 2005 (2005)
- Diva (2006)
- Gadna Poroda - Nașterea (2011)
- Azis (2014)

## Premii
Azis a primit 20 de premii în cadrul premiilor anuale New Folk:
- 2000 – Cel mai bun cântăreț
- 2001
  - Cea mai bună prezență media
  - Cel mai bun album (pentru "Tears")
- 2002
  - Cel mai bun cântăreț
  - Cea mai bună prezență media/cea mai bună prezență pe scenă
  - Cel mai bun album (pentru "AZIS")
- 2003
  - Cea mai bună prezență media
  - Cel mai bun cântăreț
  - Cea mai bună compoziție
  - Cel mai bun album (pentru "The nude")
- 2004
  - Cea mai bună prezență pe scenă
  - Cel mai bun cântăreț
- 2005
  - Cea mai bună prezență pe scenă
  - Cel mai bun videoclip muzical (pentru "Ne znaesh")
  - Cel mai bun cântăreț
  - Premiul "Dima stil"
  - Cel mai bun ringtone (pentru "Obrechi me na lubov")
- 2007 – Cea mai bună prezență media
- 2008 – Cea mai bună prezență media
- 2011 – Cel mai bun cântăreț